# Josefina Hernández Grau
Josefina Hernández Grau   (Barcelona, 28 de desembre de 1919 - Barcelona, 11 de febrer de 2000) va ser una artesana del tèxtil i empresària.
La seva mare, Emilia Grau, era modista i el seu pare, Julio Hernández, un pintor cubà. Amb dos anys va morir el seu pare, i la mare va passar de treballar als magatzems El Siglo a fer de modista i obrir un taller. Per la guerra civil, marxen set mesos a França i després a Cuba fins que tornen a Barcelona el 1939.
A Barcelona Josefina Hernández s'afilia al SEU i fa estudis tèxtils a l'escola Batlle, continuant després amb en Pau Rodon i Amigó, a Badalona, de qui va aprendre la ligotecnia i la pràctica del taller de lliços. De seguida va estar envoltada de telers i el 1940 va començar a fer bufandes després d'adquirir un teler manual, amb la mare de representant. Inscriu l'empresa Hernández y Grau el 1942.
El 1944 es casa amb Joan Roig Badia, que també passa a treballar al taller, que va ampliant i arriba a tenir 12 treballadors. Més tard obren una botiga amb el nom també del marit, Novedades y lanas Badia. Les seves creativitats agraden i El Corte Inglés és un dels seus clients.
A finals de la dècada del 1960 les vendes cauen i acaben tancant. En tancar l'empresa, obre l'Escola taller de teixits a mà, és la primera escola taller de Barcelona. El 1975 Josefina Hernández és reconeguda com Artesana exemplar i convidada a participar en la Fira d'Artesania. El mateix any comença a donar classes. El 1986 decideix tancar el Taller escola. L'any 1987 rep la carta de Mestre Artesà de mans del President de la Generalitat de Catalunya. Va treballar fins a l'any 2000.